# Hiponimia
Hiponimia (gr. ὑπό, hypo – „poniżej”; όνομα, ónoma – „imię”) – porządkująca relacja hierarchiczna. Zachodzi między wyrazem o treści bardzo szczegółowej i zakresie węższym a wyrazem o treści bardziej ogólnej i szerszym zakresie, tzn. polega na stosunku: podrzędność – nadrzędność. Stanowi rodzaj synonimii leksykalnej.
Na przykład wyraz jamnik ma zakres znaczeniowo węższy niż wyraz pies, przy tym zawiera się w zakresie tego drugiego wyrazu. W obrębie wyrazu pies zawierają się bowiem również takie słowa, jak: spaniel, pudel, terier. Słowa: jamnik, spaniel, pudel, terier są podrzędne do słowa pies, są zatem jego hiponimami. Słowo pies jest w stosunku do nich hiperonimem. W stosunku do siebie zaś słowa: jamnik, pudel, terier, spaniel są kohiponimami.
Hiponimia oddaje skłonność umysłu ludzkiego do porządkowania wertykalnego, do włączania pojęć w szersze klasy, do budowania układów hierarchicznych (np. zwierzę – pies – jamnik – jamnik szorstkowłosy).